# Кооперативная улица (Великий Новгород)
Кооперати́вная — одна из улиц Великого Новгорода. Находится на Софийской стороне. Проходит от улицы Германа до Большой Санкт-Петербургской. Протяжённость 320 м.
Возникла в начале 1940-х. Застроена административными и жилыми зданиями, движение одностороннее от ул. Германа.
На Кооперативной расположены: Прокуратура и следственный отдел Великого Новгорода, Отделение милиции № 2, Новгородская энергосбытовая компания.